# Jelena av Zadar

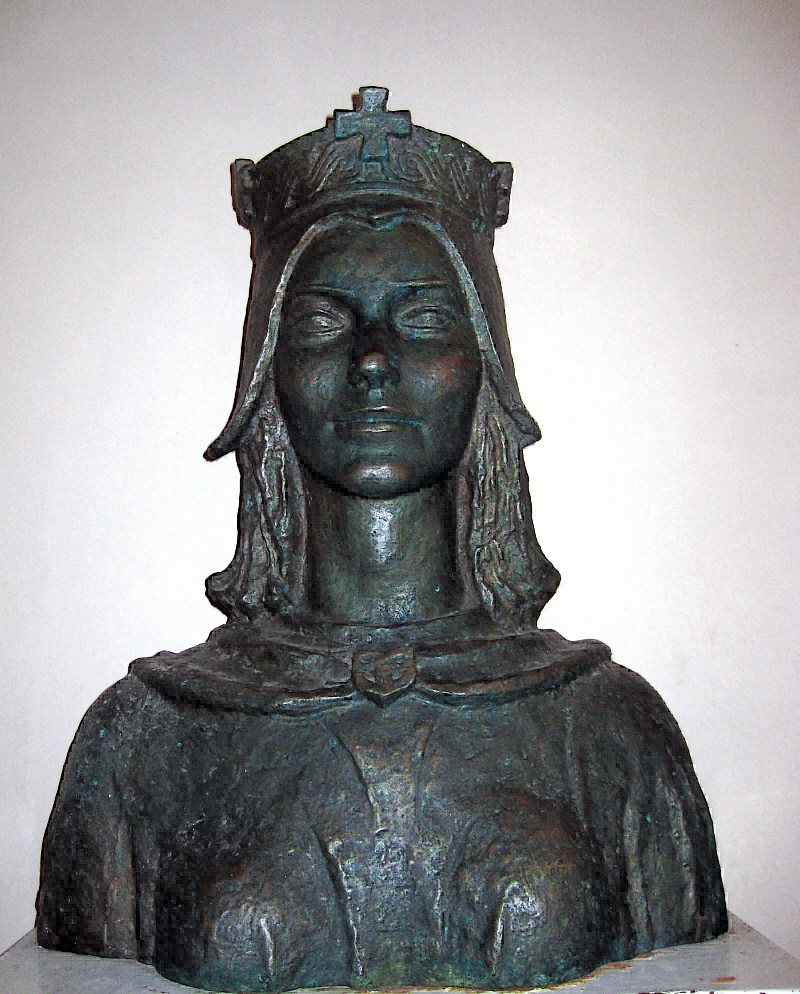
Jelena av Zadar

Jelena av Zadar (kroatiska: Jelena Slavna, svenska: Jelena den ärbara), död 8 oktober 976, var drottning av Kroatien som gift med den kroatiska kungen Mihajlo Krešimir II av Huset Trpimirović mellan 946 och 969. Hon var Kroatiens regent som förmyndare för sin minderårige son Stefan Držislav från 969 till 976.

## Biografi
Jelena gifte sig med Mihajlo Krešimir II och blev därmed Kroatiens drottning. Hennes make avled 969 och efterträddes av deras son. Eftersom sonen var omyndig, blev Jelena Kroatiens regent fram till hans myndighetsdag. Hon regerade till sin död 976. 
Jelena lätt uppföra kyrkorna Sveti Stjepan (Heliga Stefan) och Sveta Marija (Heliga Maria) i Solin. Kyrkan Sveti Stjepans atrium blev senare ett mausoleum för kroatiska kungar och drottningar och är bevarat än idag. 
Jelena spelade en central roll i att ena kroatiska och latinska element inom konungariket och lade därmed grunden för sonen Stjepan Držislav att ta kontroll över Dalmatiens thema.
Jelena avled i oktober 976. Hon är begravd bredvid sin man i Heliga Marias kyrka (Crkva Svete Marije). Den kungliga inskriften på hennes sarkofag är skriven på latin och en av de viktigaste epitafier som upptäckts av arkeologer i Kroatien under slutet av 1900-talet. Inte minst för att den belyser släktskapet till tidigare härskare och är ett bevis på att en äldre härskare, innan hennes egen son Stjepan Držislav kröntes, bar titeln kung. Epitafens inskription låter även berätta att Jelena under sitt liv som drottning var ”de föräldralösas moder och änkornas beskyddarinna”. 